# Warszawa Główna
Warszawa Główna (do 2021 Warszawa Główna Osobowa) – stacja kolejowa Polskich Linii Kolejowych znajdująca się w dzielnicy Wola w Warszawie, przy ul. Towarowej 3. 
W latach 1945–1965 pełniła funkcję głównego dworca kolejowego w Warszawie. Ruch pasażerski został przywrócony w 2021 roku. Znajduje się tam również Stacja Muzeum (do marca 2016 Muzeum Kolejnictwa), która posiada ekspozycje stałe i czasowe w salach wystawowych oraz kolekcję zabytkowego taboru normalnotorowego na wydzielonych torach. 
W roku 2022 dzienna wymiana pasażerska na przystanku wyniosła 1 400 osób.

## Historia
Podczas obrony Warszawy we wrześniu 1939 na stację Warszawa Główna Osobowa wprowadzano (do 19 września) pociągi z amunicją z magazynów w Palmirach. 
Do 1944 roku najważniejszym dworcem Warszawy był Dworzec Główny, który został zniszczony przez Niemców po upadku powstania warszawskiego.
W 1945 do funkcji centralnego dworca dla stolicy postanowiono zaadaptować dawny dworzec towarowy Kolei Warszawsko-Wiedeńskiej, obsługujący m.in. zakłady przemysłowe na Woli. 2 lipca 1945 oddano do użytku prowizorycznie zaadaptowany na tymczasowy dworzec budynek dawnych magazynów. Posiadał on jeden peron z dwoma torami. W pierwszej hali umieszczono 10 kas, w drugiej poczekalnię dla pasażerów wraz z punktem PCK i ambulatorium, bufet oraz jadłodajnię Stołecznego Komitetu Opieki Społecznej. Obiekt przystosowano do funkcji czołowego dworca pasażerskiego, budując perony i wiaty oraz wznosząc w latach 1945–1946 budynek dworcowy według projektu Wiktora Ballogha. Został on oddany do użytku 12 lipca 1946. Kończył on linię zbierającą, za pośrednictwem Dworca Warszawa Zachodnia, ruch dalekobieżny i podmiejski z kierunku Poznania, Katowic i Krakowa. Od strony miasta do budynku dworca prowadziły dwa wejścia: główne od strony południowej i pomocnicze od strony północnej. Na perony prowadziły dwa wyjścia w zachodniej części hali. Kilka lat później do hali dobudowano dwa pawilony, pomiędzy którymi powstały trzy grupy torów. Na dworcu mieściły się m.in. Biuro Obsługi Podróżnych, Izba Matki z Dzieckiem, świetlica dla młodzieży szkolnej, zakład fryzjerski oraz punkt sanitarny.
Rozwiązanie to było planowane jako tymczasowe, jednak Warszawa Główna pełniła funkcję głównego dworca kolejowego stolicy przez ponad 20 lat, do uruchomienia Dworca Centralnego. W 1967 roku, dzięki rozbudowie warszawskiej linii średnicowej, część pociągów dalekobieżnych zaczęła ponownie kursować z pominięciem Warszawy Głównej.
W 1972 utworzono Muzeum Kolejnictwa, wyznaczając na jego siedzibę dworzec Warszawa Główna Osobowa. Zbiory prezentowano w dwóch salach, a tabor w wydzielonych miejscach na terenie stacji.
Dworzec został zamknięty dla ruchu osobowego 29 maja 1976, kilka miesięcy po oddaniu do użytku Warszawy Centralnej. Od tej pory pozbawiona budynku obsługi pasażerskiej stacja Warszawa Główna obsługiwała jedynie pociągi elektryczne w kierunku Warki, Radomia, Skarżyska-Kamiennej i Kielc. Ruch pasażerski ostatecznie wstrzymano w 1997, a w ciągu kilku następnych lat rozebrano większość peronów i torów stacyjnych. Ruch towarowy został już wcześniej przeniesiony na stację na Odolanach, a większość bocznic została rozebrana.

## Nocny Market

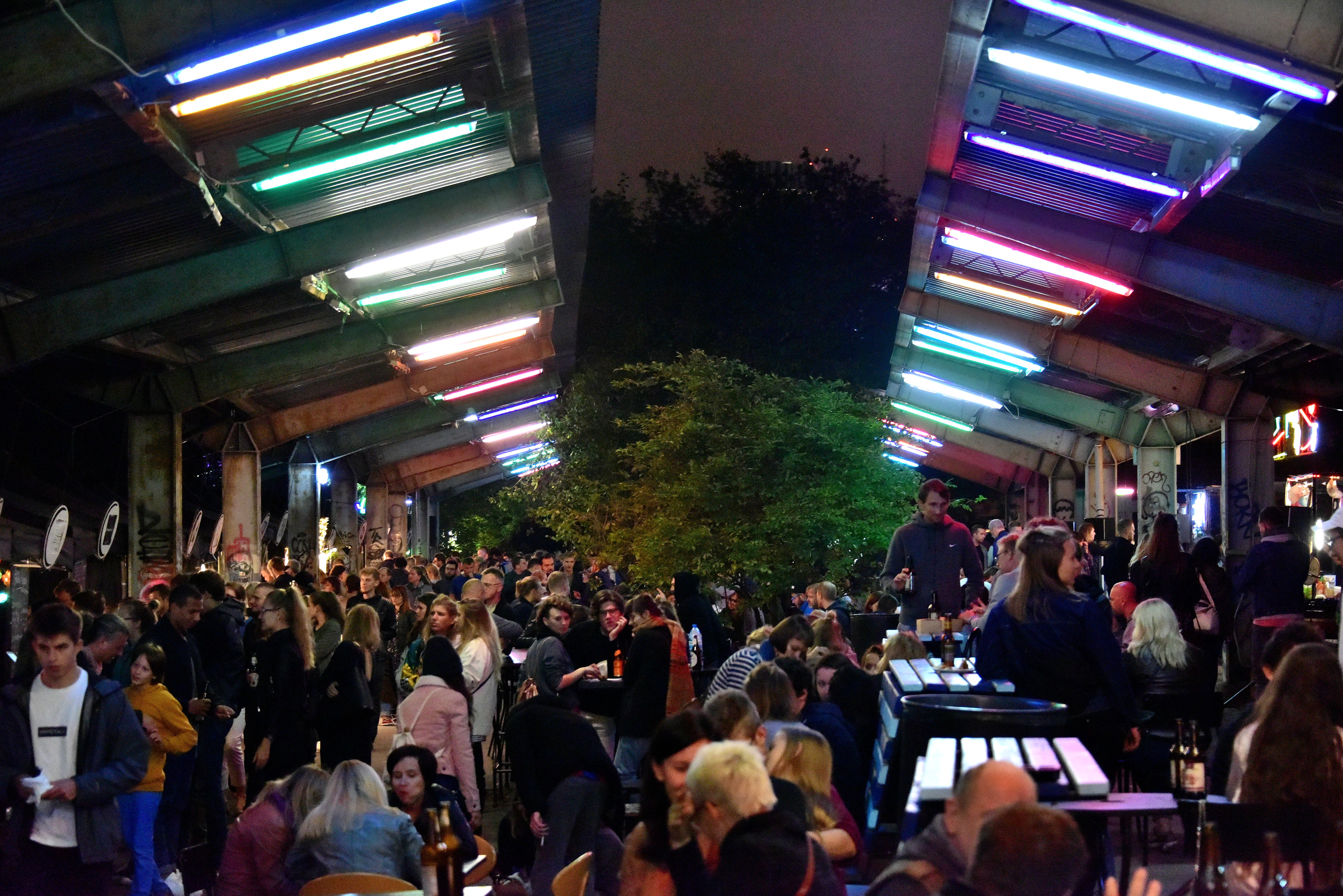
Nocny Market (2017)

W 2016 na dawnych peronach pocztowych stacji uruchomiono Nocny Market – pierwszy w Warszawie nocny targ typu street food. Funkcjonował w sezonie letnim również w kolejnych latach, odbywały się tam również koncerty. Industrialna przestrzeń dworca tworzyła klimat miejskiej ulicy, a parasole grzewcze zwiększały komfort jedzenia na świeżym powietrzu. 
W związku z planowaną w 2018 roku odbudową Warszawy Głównej, na której Polskie Linie Kolejowe chciały przywrócić ruch kolejowy i obsługę pasażerów, Nocny Market miał zostać zlikwidowany z powodu braku alternatywnej lokalizacji. Ostatecznie do tego nie doszło i w 2021 ruszył jego szósty sezon.

## Odbudowa stacji

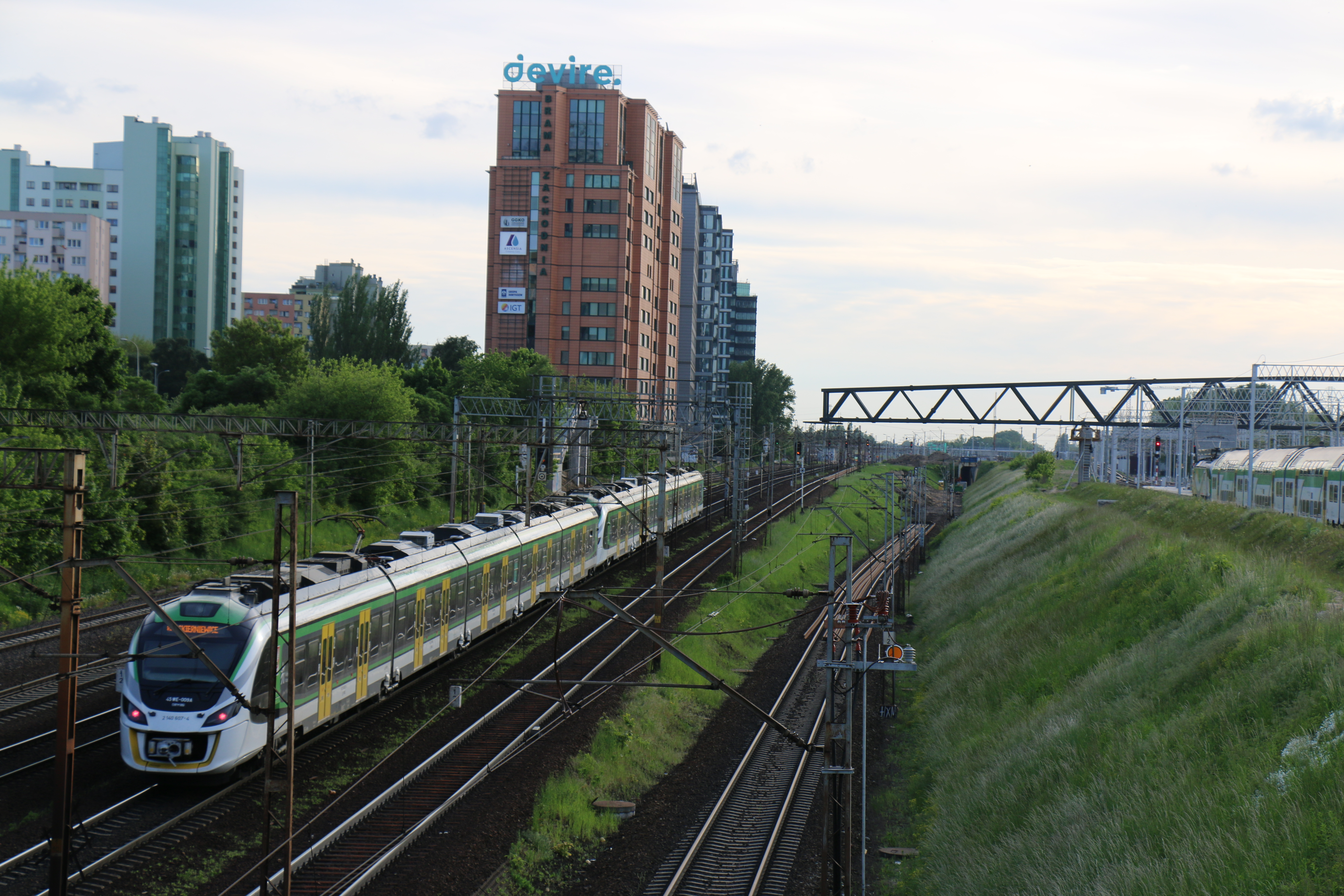
Nasuwanie konstrukcji kratownicy nad linią kolejową (2021)

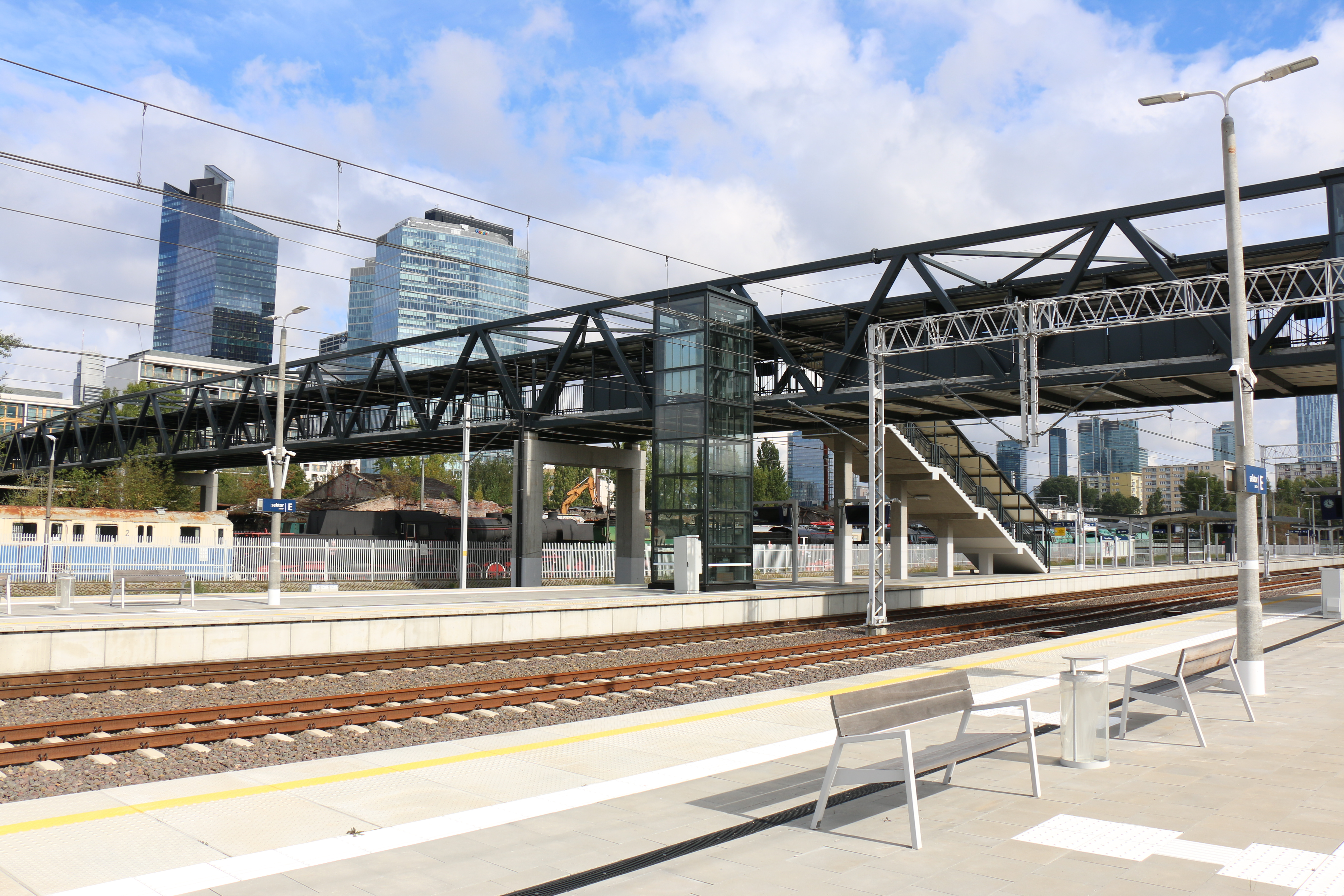
Kładka widziana z poziomu peronu stacji

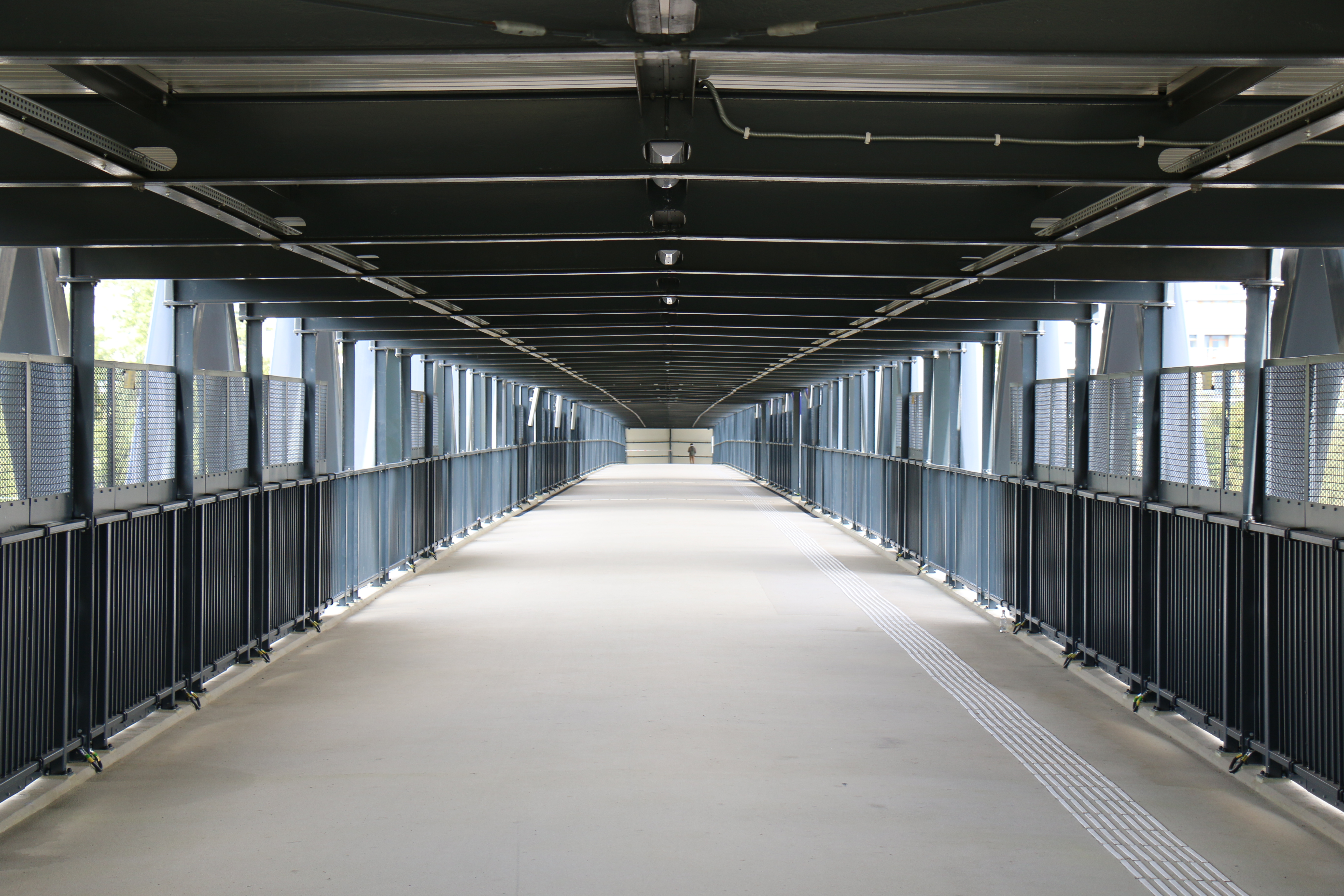
Wnętrze kładki

W marcu 2018 roku PKP PLK w ramach projektu „Prace na linii średnicowej w Warszawie na odcinku Warszawa Wschodnia – Warszawa Zachodnia” w trybie „projektuj i buduj” zawarła umowę z Trakcją PRKiL na budowę stacji kolejowej Warszawa Główna. Projekt o wartości 87 mln zł zakładał oddanie stacji do eksploatacji jesienią 2019 roku. Budowa napotkała jednak na opóźnienia spowodowane wydłużonym procesem relokacji zabytkowego asortymentu (40 pojazdów szynowych) mieszczącej się w tym miejscu Stacji Muzeum. Proces relokacji obejmował przeniesienie zabytków na równoległe tory, znajdujące się bliżej siedziby muzeum. W 2020 r. w miejscu robót rozpoczęły się budowy nad wiaduktem, który umożliwi bezkolizyjny przejazd nad linią średnicową. 

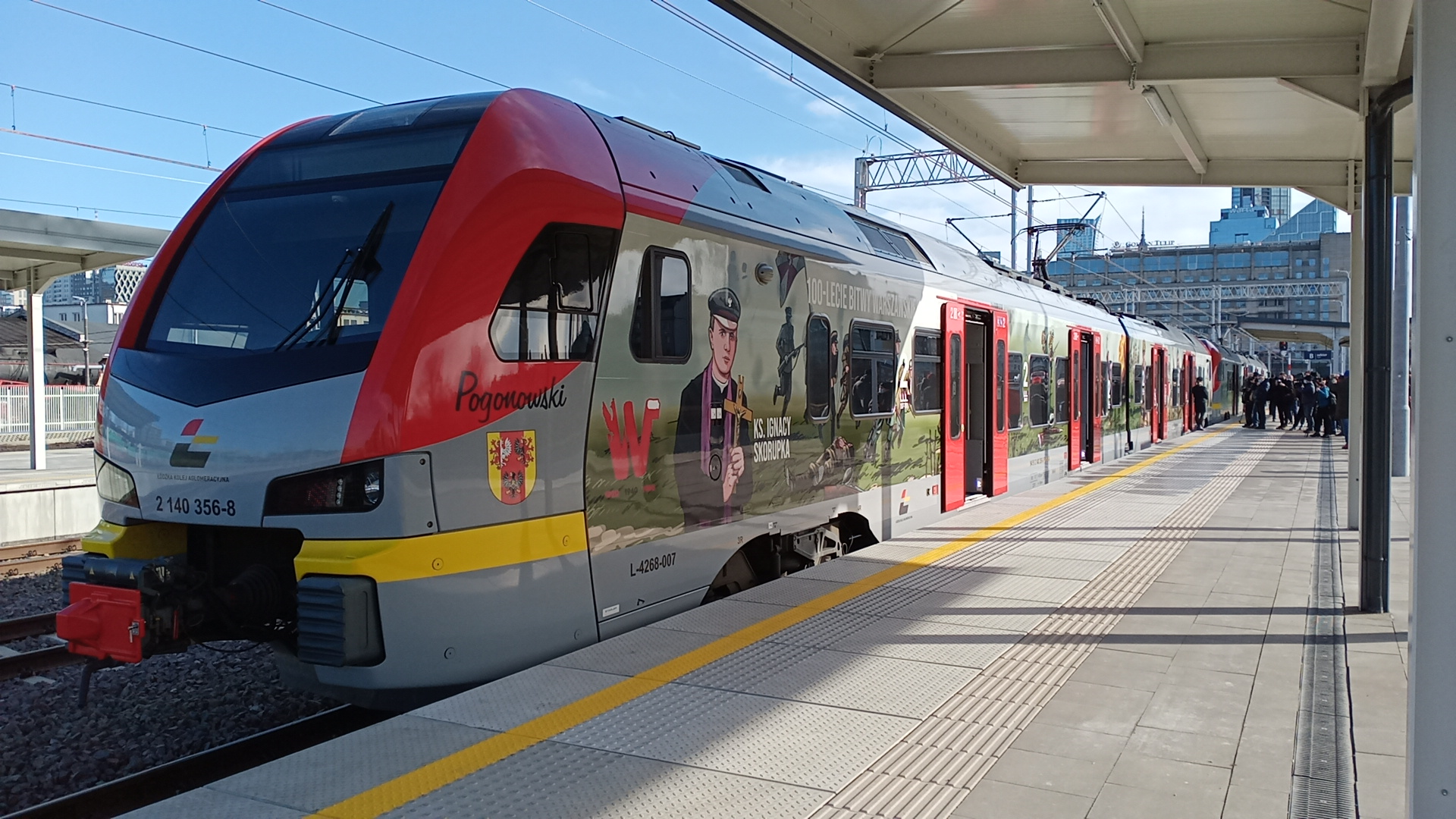
Pierwszy pociąg na odbudowanej stacji

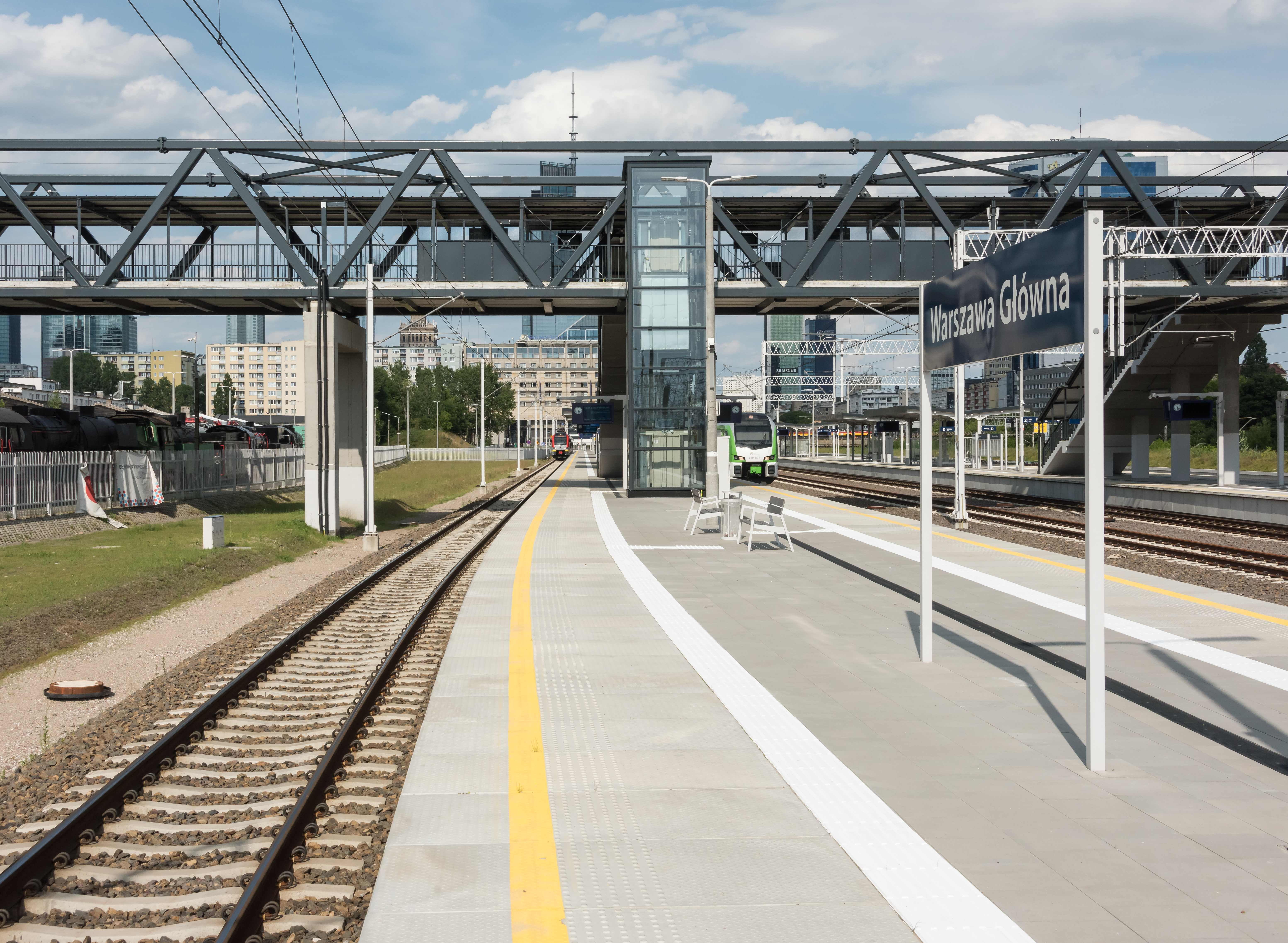
Peron stacji

Na początku czerwca 2020 roku PKP PLK podpisała dodatkową umowę z Trakcją PRKiI na budowę nowego wiaduktu kolejowego nad dalekobieżną linią średnicową, który umożliwi bezkolizyjny przejazd pociągów między Warszawą Główną a linią podmiejską. Projektantem odbudowy został Torprojekt Sp. z o.o.
Ostatecznie otwarcie stacji dla podróżnych (oprócz kładki pieszo-rowerowej po stronie zachodniej stacji mającej połączyć Ochotę i Wolę, gdzie roboty będą jeszcze trwały) zaplanowano na 14 marca 2021.
Z nowej stacji mają odjeżdżać pociągi w kierunku Łowicza, Sochaczewa, Dobieszyna, Skierniewic oraz Łodzi Fabrycznej. Stacja ma być również wykorzystana podczas remontu linii średnicowej jako końcowa dla pociągów dalekobieżnych.
Pierwszym pociągiem na ponownie otwartej Warszawie Głównej dnia 14 marca 2021 r. był pociąg Łódzkiej Kolei Aglomeracyjnej nr 91101 relacji Łódź Fabryczna – Warszawa Główna.
W lipcu 2022 roku oddano do użytku czteroprzęsłową, 193,25-metrową zadaszoną kładkę nad stacją, łączącą Aleje Jerozolimskie i ulicę Kolejową, umożliwiającą dostęp na perony. Jej projektantami byli Andrzej Kasprzak i Tomasz Michnowicz. Kładka ma konstrukcję stalową, kratownicową, z kształtowników zamkniętych, prostokątnych. Zaprojektowano kratownicę o zmiennej wysokości (od 3,0 do 5,0 m w osi pasów) i szerokości 7,24 m (przy szerokości chodników 6 m). Pomost jest żelbetowy, zespolony z poprzecznicami, betonowany na traconej blasze trapezowej. Konstrukcję przęseł wykonano w układzie ciągłym, czteroprzęsłowym, opartym na żelbetowych podporach słupowych. Największe przęsło (zlokalizowane od strony Al. Jerozolimskich) ma 51 m, a pozostałe trzy odpowiednio 2 x 46,7 m oraz 47,5 m. Dostęp do poziomu pomostu odbywa się poprzez schody i windy, zlokalizowane na obu jej końcach oraz na peronach stacji. Ze względu na koszty zamknięć ruchu kolejowego zdecydowano o montażu konstrukcji stalowej z wykorzystaniem metody nasuwania wzdłużnego. Konstrukcję scalano „segment po segmencie” od jednej strony, ze stanowiska zlokalizowanego za podporą przy ul. Towarowej. Po nasunięciu konstrukcji zamontowano blachę trapezową i zabetonowano pomost, a także zamontowano wyposażenie, w tym dach.
Kładka została oddana do użytku w lipcu 2022. Jej projekt zwyciężył w XV edycji Konkursu mostowego im. Maksymiliana Wolffa w kategorii kładek dla pieszych. 

### Dalsze plany
Na miejscu dawnego Dworca Głównego planowana jest nowoczesna przestrzeń handlowo-biurowa z terenami rekreacyjnymi na dachu. Według założeń z 2018 roku obiekt ma być odrestaurowany i wkomponowany w nowoczesną koncepcję okolicy Woli.

Warszawa Główna podczas prac remontowych
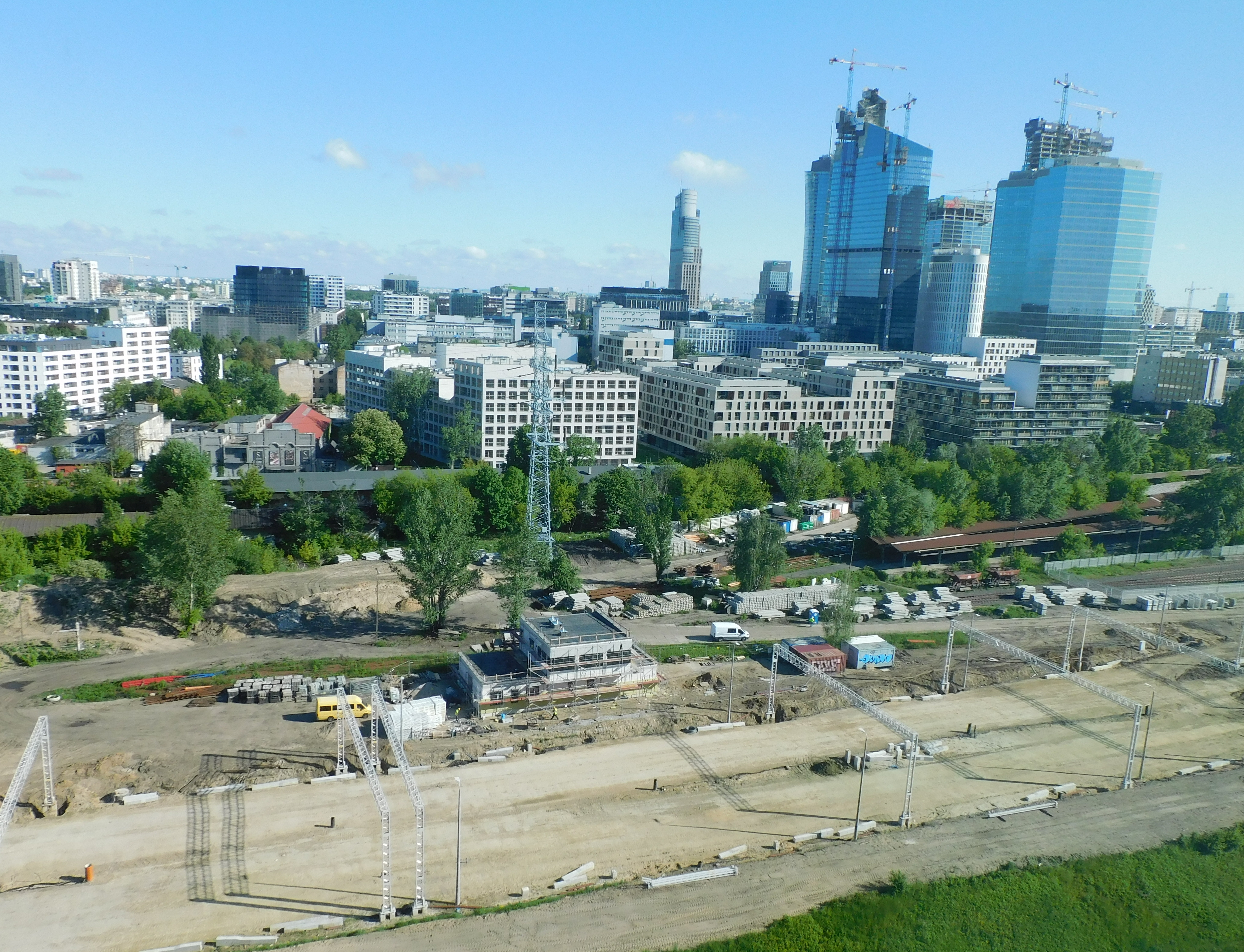
21 maja 2020
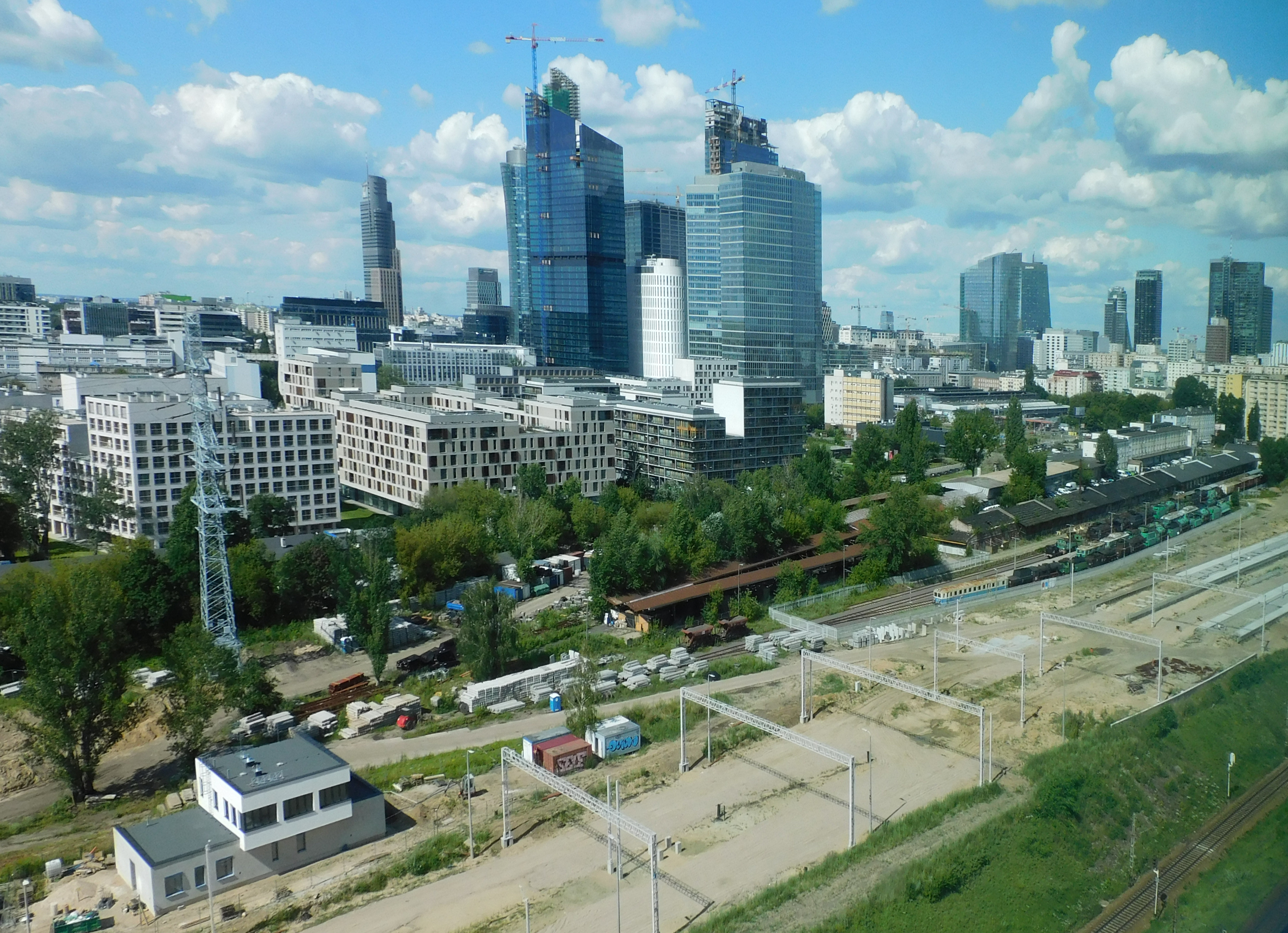
22 lipca 2020
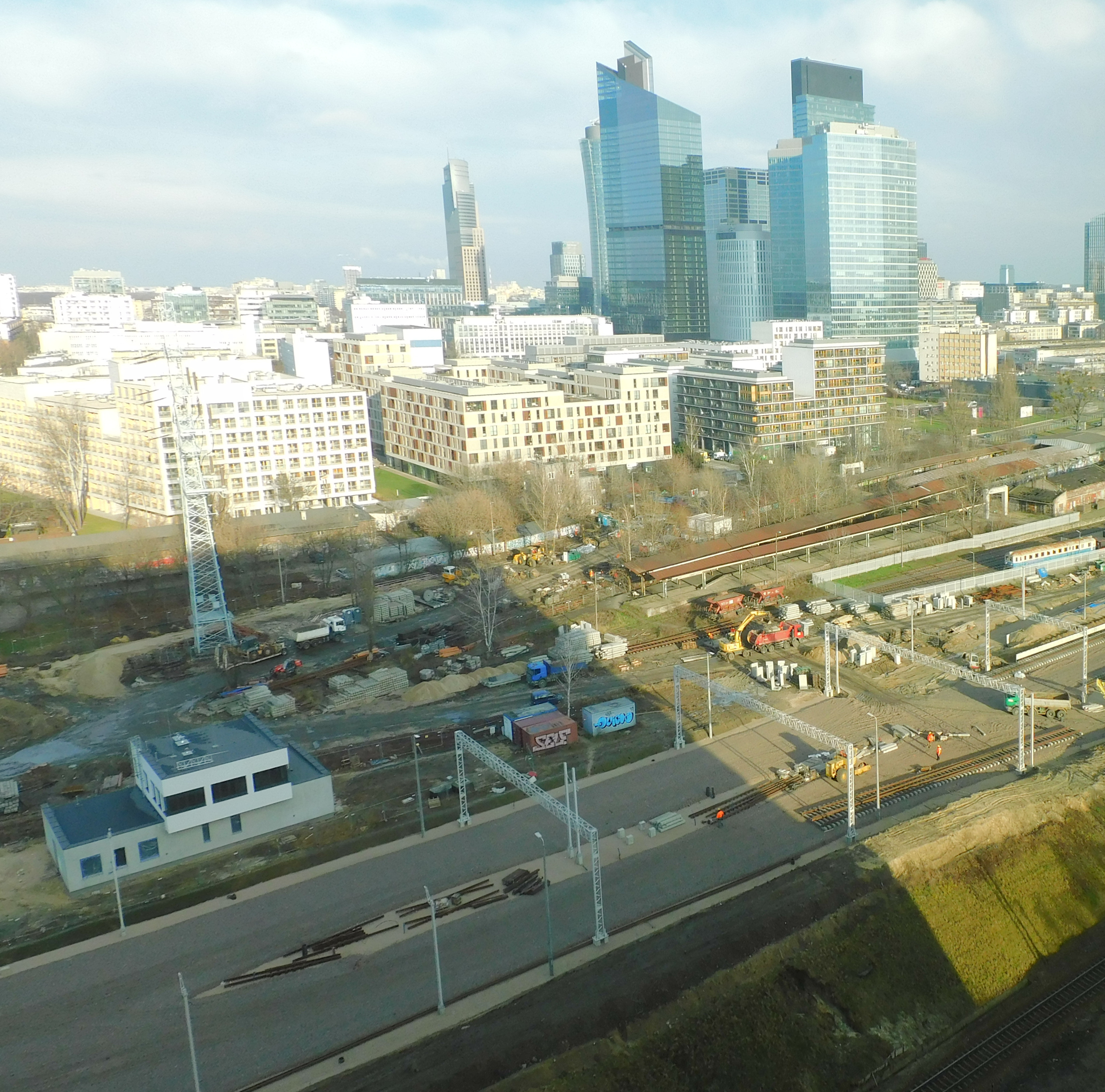
28 grudnia 2020
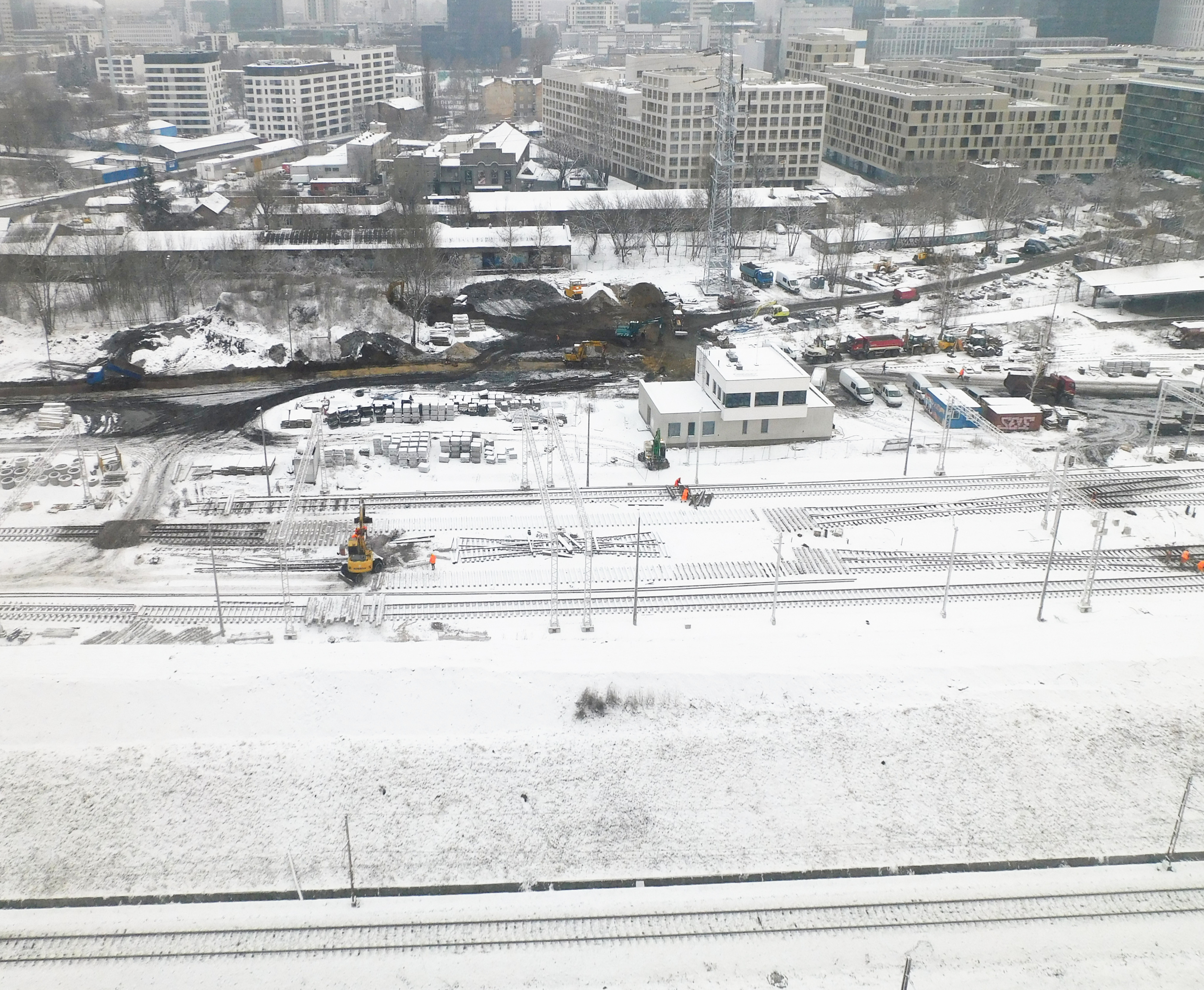
14 stycznia 2021

## W kulturze masowej
- Perony i hala dworca zagrały w teledysku do piosenki Wojciecha Młynarskiego z 1967 Niedziela na Głównym[30].
- Dworzec pojawia się m.in. w filmach Sprawa do załatwienia (1953) i Smarkula (1963) oraz serialu Barbara i Jan (1964)[31].
- Dworzec i jego okolice zostały opisane w powieści Leopolda Tyrmanda Zły (1955)[32][33].
- Dworzec oraz perony pojawiają się w teledysku warszawskiego zespołu Parias w utworze Zostawiam[34].

## Dojazd
Do budynku stacji Warszawa Główna można dojechać autobusami i tramwajami. Można do niego dotrzeć również pociągami Szybkiej Kolei Miejskiej, Kolei Mazowieckich i Warszawskiej Kolei Dojazdowej wysiadając na przystanku Warszawa Ochota. 